# (1417) Walinskia
(1417) Walinskia – planetoida z grupy pasa głównego asteroid okrążająca Słońce w ciągu 5 lat i 50 dni w średniej odległości 2,98 au. Została odkryta 1 kwietnia 1937 roku w Landessternwarte Heidelberg-Königstuhl w Heidelbergu przez Karla Reinmutha. Nazwa planetoidy pochodzi od nazwiska kolegi odkrywcy z Astronomisches Rechen-Institut w Berlinie. Przed jej nadaniem planetoida nosiła oznaczenie tymczasowe (1417) 1937 GH.